# Синагога (Нижанковичі)
Синагога в Нижанковичах, можливо, була побудована після того, як місцева єврейська громада стала незалежною у другій половині 18 століття, хоча точна дата невідома. Синагогу зруйнували після вторгнення Німеччини в СРСР під час Другої світової війни. Після війни синагогу не відбудували.